# Universitetssykehuset Nord-Norge
Universitetssykehuset Nord-Norge (UNN) er en del af Helse Nord RHF. Sygehuset har omkring 6.000 medarbejdere fordelt på mange klinikker og afdelinger fra Longyearbyen Sygehus i nord til Narvik i syd, 4.500 af disse arbejder i af delingen på Tromsøya. Dette gør hospitalet til landsdelens største arbejdsplads. Sygehusdirektør er Tor Ingebrigtsen.
Patientbehandling, oplæring, forskning og diagnostisk udredning foregår i 11 klinikker mens driftscentre. UNN har sin virksomhed spredt i forskellige steder med sygehus i Tromsø, Harstad, Narvik og Longyearbyen. Foretagenet har psykiatriske klinikker i Tromsø, med integreret misbrugsbehandling og flere distriktspsykiatriske centre i Ofoten, Sør-Troms, Midt-Troms og Tromsø.
UNN betjener den regionale akutmedicinske kommunikationscentral (AMK) og drifter en række ambulancestationer i Nordland og Troms. UNN bemander også luftambulancen med helsepersonel.
I tillæg til at være universitetssygehus for den nordnorske befolkning, har UNN nogle nationale og regionale funktioner.

## UNNs sygehus og afdelinger
Sykehus: Tromsø, Harstad, Narvik og Longyearbyen Sygehus (Svalbard)
Distriktsmedisinske senter:
Finnsnes, Nordreisa og Bardu
Distriktspsykiatriske senter:
Narvik, Harstad, Sjøvegan, Silsand, Tromsø, Storsteinnes og Storslett